# Han Jialiang
Han Jialiang (chinesisch 韩佳良, Pinyin Hán Jiāliáng, * 22. Oktober 1987 in der Provinz Jilin) ist ein chinesischer Shorttracker.
Han startete bei der Juniorenweltmeisterschaft 2005 in Belgrad zum ersten Mal international und auf Anhieb gelang ihm der Halbfinaleinzug über 1000 Meter und der Gewinn der Silbermedaille mit der Staffel. Ein Jahr später in Miercurea Ciuc erreichte er auf insgesamt drei Strecken das Halbfinale. In der Saison 2006/07 startete er mit Ausnahme der Winter-Universiade 2007 in Turin nicht international. Dort gewann er dafür einmal Silber mit der Staffel und einmal Bronze auf der 500-Meter-Distanz, zudem erreichte er über 1500 Meter und 3000 Meter den vierten Rang. Nach diesen Resultaten nominierte der chinesische Verband in zur Saison 2007/08 erstmals für den Shorttrack-Weltcup, wo er zunächst nur über 1500 Meter, später auch über 500 Meter an den Start ging. Während auf der Langdistanz ein siebter Rang beim ersten Heimweltcup in Harbin sein bestes Ergebnis blieb, gelangen ihm auf der Kurzstrecke zwei vierte Plätze. Auch mit der Staffel startete Han erfolgreich, unter anderem errang er mit einem zweiten Rang seinen ersten Podestplatz im Weltcup. Im Shorttrack-Weltcup 2008/09 setzte er die Reihe an guten Platzierungen fort, zunächst mit zwei fünften Plätzen, dann mit einem zweiten Rang über 500 Meter. in dem Disziplinenweltcup auf dieser Strecke liegt er nach vier von sechs Stationen auf dem vierten Rang. Außerdem platzierte er sich mit der Staffel bei den ersten vier Weltcups zweimal auf Rang drei. Han nahm 2010 bei den Olympischen Spielen in Vancouver teil. Er wurde über 1000 m Sechster und mit der Staffel Vierter.